# 丘里工業団地
丘里工業団地（おかざとこうぎょうだんち）は、茨城県古河市丘里（旧猿島郡総和町）にある内陸型工業団地。

## 概要
関東平野あるいは、古河市のほぼ中央に位置する平地の内陸型工業団地。広さは約124.7ha（周辺地区を含む）。北利根工業団地と同時に計画・造成された。JR東日本古河駅から東に約4km。南北を平行に縦断する国道4号と新4号国道バイパスとの中間位置でもある。
山崎製パン・ギンビスなどの食品工場の他、自動車関連や素材関連工場など多業種の企業がおよそ30社集積している。

## 沿革
（企業名は一部を例示）
- 1945年（昭和20年）8月 - 敗戦により猿島郡岡郷村の軍用飛行場（古河航空機乗員養成所）が廃止[6]
- 1960年（昭和35年）
  - 3月 - 茨城県猿島郡総和村（現・古河市）に「工場誘致対策委員会」設立[2]
  - 8月 - 引き続き「総和村工場誘致条例」制定[2]
- 1961年（昭和36年）3月 - 茨城県が「茨城県総合振興計画（大綱）」公示。古河・総和地域が工業化拠点とされた[2]
- 1964年（昭和39年）- 岡郷村飛行場跡地に日本住宅公団によって岡郷（おかごう）工業団地の造成が開始される[3]
- 1965年（昭和40年）10月 - 岡郷工業団地公募開始[2]
- 1966年（昭和41年）- 岡郷工業団地造成完了[4]
- 1967年（昭和42年）9月25日 - 地名変更に伴い、岡郷工業団地から丘里工業団地へ改称。このときは小堤・東牛谷・関戸の一部が「丘里」に変更（茨城県告示1201号）[2]
- 1968年（昭和43年）
  - 1月 - ギンビス古河新工場が落成、稼働開始[7]
  - 4月 - 日本パーカライジング古河工場を新設
  - 7月 - アロン化成関東工場完成（当時は東亜樹脂工業(株)）[8]
- 1969年（昭和44年）
  - 7月 - 日鉄ステンレス鋼管 工場移転（北関東工場）（当時は住金ステンレス鋼管）[9]
  - - 京三電気 古河工場開設[10]
- 1971年（昭和46年） 
  - - SFCC 茨城工場操業開始（当時は吉田電線 古河分工場）[11]
  - 10月 - 山崎製パン 古河工場竣工稼働（当時は山崎製菓 古河工場）[12]
- 1972年（昭和47年）2月 - ヤマザキビスケット 古河事業所西工場竣工（当時はヤマザキナビスコ）[13]
- 1975年（昭和50年）10月 - ヤマザキビスケット 古河事業所東工場竣工（当時はヤマザキナビスコ）[13]
- 1981年（昭和56年）- 京三電気 古河第2工場稼働[10]
- 2001年（平成13年）10月 - 栗本鐵工所古河工場が操業開始

## 主な企業
古河市工業会の会員企業名簿などから。
- アステックペイント
- アルメタックス
- アロン化成
- 安藤スクリーン製作所
- 飯島製作所
- 飯島マシナリー
- イチネンケミカルズ
- 茨城流通サービス
- 上野工業
- NC関東パイル製造
- 菊水化学工業
- 京三電機
- ギンビス
- 熊谷紙業
- KGKサービス
- 小島製作所
- SFCC
- 新日本工業
- 田口金属
- 東京カラーグラビヤ工業
- アールエム東セロ
  - トーセロスリッター
- 富田製作所
- 日鉄ステンレス鋼管
- 日鉄物産ワイヤ&ウェルディング
- 日本トーカンパッケージ
- 日本パーカライジング
- フルトンプロダクツ工業
- 山崎製パン
- ヤマザキビスケット
- 栗本鐵工所

## 交通

### 鉄道
- 最寄駅はJR東日本の東北本線（宇都宮線・上野東京ライン・湘南新宿ライン）古河駅。当駅東口から十間通りを東へおよそ4km直進

### 路線バス
- 古河駅東口から茨城急行自動車の「古河市三和庁舎」・「北茂呂車庫」・「八千代町役場」行乗車。「丘里工業団地」などで下車
- 古河駅東口から「ぐるりん号」総和庁舎・病院コース乗車。「京三電機前」で下車。詳細は古河市ホームページ「古河市循環バス「ぐるりん号」のご案内」参照

### 道路
- 国道4号古河駅入口交差点から十間通りを東へおよそ3km直進
- 新4号国道大和田交差点から十間通りを西へおよそ3km直進